# Цветные бекасы
Цветные бекасы (лат. Rostratulidae) — семейство птиц из отряда ржанкообразных (Charadriiformes). Включает два рода и три вида.

## Распространение
Цветной бекас (Rostratula benghalensis) обитает в регионах Африки, расположенных к югу от Сахары, а также на Мадагаскаре, в Южной Азии. Южноамериканский цветной бекас (Nycticryphes semicollaris) встречается во влажных саваннах Аргентины, Чили, Уругвая и юго-востока Бразилии.

## Поведение
Цветные бекасы активны в сумеречное или ночное время и живут поодиночке или в небольших группах у болот и других водоёмов. Своим клювом они обыскивают ил, охотясь на насекомых, червей, улиток и других беспозвоночных.
Также как у якановых и плавунчиков половое распределение ролей у цветных бекасов противоположное обычному. Самцы насиживают яйца и охраняют птенцов, в то время как более крупные по размерам самки защищают свой ареал и спариваются с несколькими самцами. У цветных бекасов нарядное яркое оперение во время брачного периода встречается именно у самок, в то время как самцы носят простое буроватое оперение. Самцы строят наземное плоское гнездо, хорошо замаскированное в растительности. Самка облетает свою территорию и в каждое гнездо откладывает по четыре яйца. У вылупившихся птенцов светло-коричневое оперение с чёрными полосками. Как и у других ржанкообразных, птенцы покидают гнездо довольно быстро.